# Simaetha
Genre
Synonymes
- Eulabes Keyserling, 1882 nec Cuvier, 1817
- Pirithous Keyserling, 1883

Simaetha est un genre d'araignées aranéomorphes de la famille des Salticidae.

## Distribution
Les espèces de ce genre se rencontrent en Océanie et en Asie.

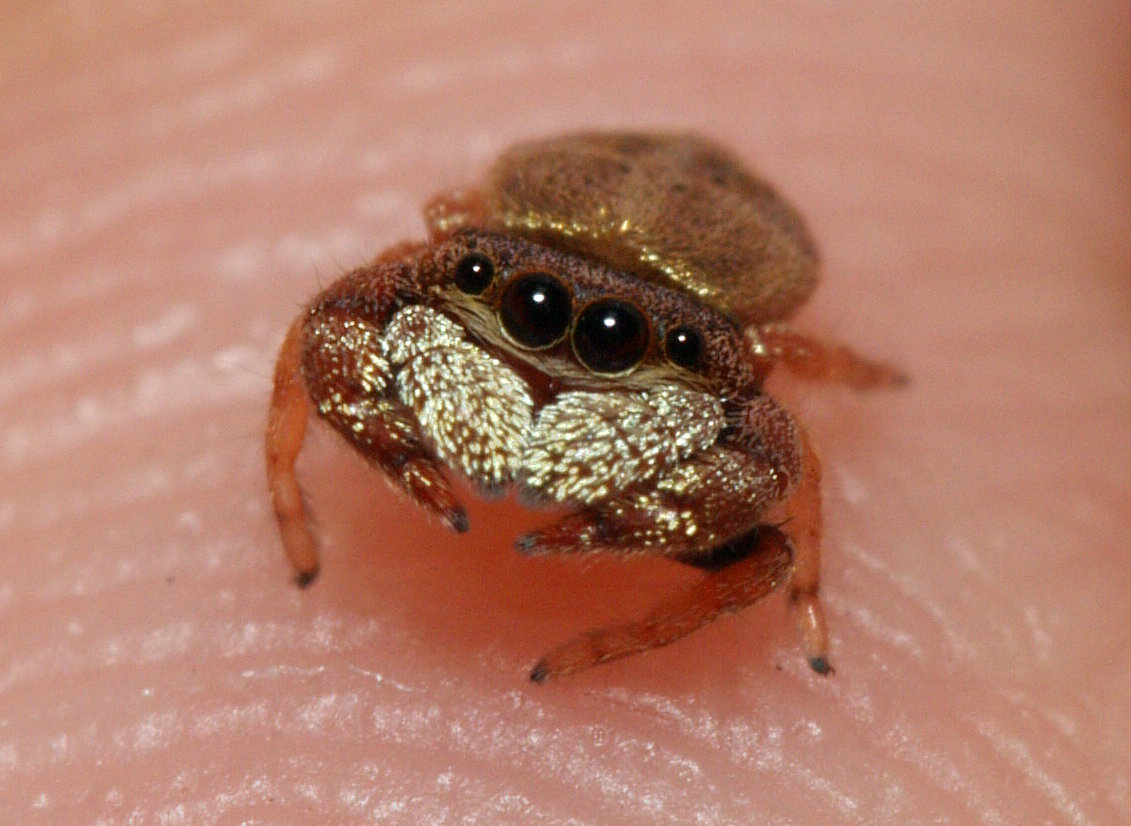
Simaetha

## Liste des espèces
Selon World Spider Catalog (version 25.5, 20/01/2025) :
- Simaetha almadenensis Żabka, 1994
- Simaetha atypica Żabka, 1994
- Simaetha broomei Żabka, 1994
- Simaetha cheni Wang & Li, 2021
- Simaetha cingulata (Karsch, 1892)
- Simaetha colemani Żabka, 1994
- Simaetha damongpalaya Barrion & Litsinger, 1995
- Simaetha deelemanae Zhang, Song & Li, 2003
- Simaetha furiosa (Hogg, 1919)
- Simaetha gongi Peng, Gong & Kim, 2000
- Simaetha hainan Wang, Mi, Li & Xu, 2024
- Simaetha huigang Wang & Li, 2022
- Simaetha knowlesi Żabka, 1994
- Simaetha laminata (Karsch, 1892)
- Simaetha makinanga Barrion & Litsinger, 1995
- Simaetha menglun Wang & Li, 2020
- Simaetha paetula (Keyserling, 1882)
- Simaetha papuana Żabka, 1994
- Simaetha pengi Wang & Li, 2020
- Simaetha reducta (Karsch, 1892)
- Simaetha robustior (Keyserling, 1882)
- Simaetha tenuidens (Keyserling, 1882)
- Simaetha tenuior (Keyserling, 1882)
- Simaetha thoracica Thorell, 1881

## Systématique et taxinomie
Ce genre a été décrit par Thorell en 1881 dans les Attidae.
Eulabes, préoccupé par Eulabes Cuvier, 1817, remplacé par Pirithous a été placé en synonymie par Peckham et Peckham en 1901.

## Publication originale
- Thorell, 1881 : « Studi sui Ragni Malesi e Papuani. III. Ragni dell'Austro Malesia e del Capo York, conservati nel Museo civico di storia naturale di Genova. » Annali del Museo Civico di Storia Naturale di Genova, vol. 17, p. 1-727 (texte intégral).